# 上原徹
上原 徹（うえはら とおる、1947年12月10日 - ）は、日本のミュージシャン、テレビプロデューサー。フジパシフィックミュージック代表取締役社長。フジクリエイティブコーポレーション（FCC）取締役CPO。日本音楽著作権協会（JASRAC）理事、日本音楽出版社協会（MPAJ）理事。東京都出身。

## プロフィール
成蹊小学校、成蹊中学校・高等学校卒業。小学校から大学卒業までずっと成蹊学園で過ごす。
成蹊大学文学部在学中にフォー・セインツを結成、リーダーでボーカル・ギターを担当。1968年、東芝レコード（のちのEMIミュージック・ジャパン）から「小さな日記」でデビュー。ちなみに、当時契約していた音楽出版社がパシフィック音楽出版（PMP、現：フジパシフィックミュージック）であった。大学卒業後、フォー・セインツの元メンバーが集まって「フォー・クローバーズ」として再デビューしている。
1975年、フジテレビ制作子会社のワイドプロにADとして入社、制作子会社のフジテレビ本体への吸収合併を機にフジテレビに入社するが、フジ音楽出版（1985年PMPと合併）の兼務であった。ディレクターとして「夜のヒットスタジオ」「スター千一夜」「君こそスターだ!」「ザ・スター」などを手がける。1985年以降は「夜のヒットスタジオDELUXE」にて海外アーティストを専任で担当、ポール・マッカートニー、エルトン・ジョン、ボン・ジョヴィなど多くのスーパースターの演奏を日本に生中継した。フジテレビ第二制作部のときは疋田（制作）班に所属していた。
1989年よりロンドン勤務。1994年にはFuji International Productions (UK) Ltdの代表取締役社長に就任。日本向けに「BEAT UK」、「THE BEAT」を制作するのみならずITV、チャンネル4などでレギュラー音楽番組を制作。また、マライア・キャリー、エリック・クラプトン、CHAGE and ASKA、さだまさし、髙橋真梨子、フジロックフェスティバルなどのライブ映像の企画制作も担当した。
2003年に帰国、2005年にはフジパシフィック音楽出版（2015年1月フジパシフィックミュージックに社名変更）社長に就任。社長就任後は映像制作室（現：映像制作本部）を新設、自ら演出、ディレクションを担当することもある。2010年7月には日本初の音楽ライブ3D生中継番組「倖田來未ライブ3D生中継 『Dream music park in YOKOHAMA STADIUM』」（スカチャン3D）の演出を担当する。
また、2007年にはフォー・セインツを再結成、2008年には新曲「この街で」をユニバーサルミュージックからリリース、以後、グループとしての活動と平行し、ソロ・アーティストとしてもコンサートを中心に精力的に活動している。
特筆すべきはポール・マッカートニーとの関係であり、ポールの4度にわたる来日公演においてコンサート映像収録の許可がおりた3度（1990年、1993年、2013年）全てを上原が収録、2013年のアウトゼア・ジャパン・ツアー2013TOKYO DOME公演は4Kフォーマットでの収録を実現、放送が待たれている。
2012年には、過去自身が手がけた「ザ・スター」の美空ひばり出演回を再編成及び音源リストアした映像作品「ザ・スター 美空ひばり 〜大人の音楽祭〜」では監督を務め、当該作品は劇場ロードショーされた。

## 制作担当番組
- 夜のヒットスタジオ（STディレクター / 海外中継担当ディレクター）
- ミュージックフェア（演出）
- ザ・スター（ディレクター）
- 新春スターかくし芸大会（コーナー演出ディレクター）
- FNS歌謡祭（ディレクター）
- ビッグベストテン（フロアディレクター）
- ヒットスタジオInternational（演出・PD）

## 出演番組
- くり万太郎のオールナイトニッポンR（2009年6月 - ） - 「この街でこの唄を」コーナー担当。
- フォー・セインツのミュージック・パーティー（2015年7月6日 - ）
- NHK歌謡コンサート（2015年11月17日）「一曲入魂！最新ヒット」※フォー・セインツwith松坂慶子として「たまには仲間で」を披露。